# 테미스토
그리스 신화에서 테미스토(Themisto)는 힙세우스의 딸이며 아타마스의 세 번째 아내이자 마지막 아내이다. 일부 문헌에 따르면 그녀는 아미타스에게서 네 명의 자식을 낳았다: 레우콘, 에리토리오스, 스코이네우스, 프토오스. 
다른 출처에 딸드면 자식은 2명 뿐이었다: 스핑키오스, 오르코메노스 또는 스코이네우스, 레우콘.